# ジャンピング (アニメ)
『ジャンピング』（Jumping）は、手塚治虫が制作した実験アニメーションの一作。1984年完成。

## 概要
『ある街角の物語』（1962年）を筆頭に手塚治虫は実験的な手法でアニメ映画を制作したり、アート性を重視したアニメ映画の製作を行っている。パイオニアLDCから発売された『手塚治虫実験アニメーション作品集』収録のインタビューで手塚は「日本のアニメは意図に反して違う方向へ行ってしまった。実験アニメが出てこず、オリジナリティもなかった」と語っているおり、手塚自身が『鉄腕アトム』で極端に少ない作画枚数や映像を使い回しすことによる低予算制作アニメを作り、後続も商業性ばかりを強調されるようになり、日本からは世界に通用するアニメ作家が生まれなかったことへの反動でもあった。『創世記』（1968年）以降、実験アニメの制作からから遠ざかっていた手塚であったが、「日本のアニメはもっと海外に出なきゃならない。他にやらないなら自分がやる」という思いで制作したのが本作である。制作には2年半ほどを要している。

## あらすじ
主人公の一人称視点映像で、全編ワンカットで描かれる。
主人公は歩行中にジャンプを始めるが、ジャンプする高さは次第に高く、歩幅は広くなり、田舎から森、町へと進んで行き、さらには海を越え、原爆投下後のキノコ雲の中へと進んでいく。

## 制作
- 原案、構成、演出 - 手塚治虫[2]
- プロデューサー - 松谷孝征[2]
- 作画 - 小林準治[2]
- 効果音 - 倉橋静男[2]
- アシスタント・プロデューサー - 久保田稔[2]

動画枚数4000枚。

## 受賞歴
- 1984年 ザグレブ国際アニメーション映画祭短編部門グランプリ[1][2]
- 1984年 ユネスコ賞[1][2]
- 1985年 バリャドリッド国際映画祭銀穂賞[1][2]